# Mauern
Mauern er en kommune i Landkreis Freising Regierungsbezirk Oberbayern i den tyske delstat Bayern. den ligger mellem Moosburg og Nandlstadt og er administrationsby for Verwaltungsgemeinschaft Mauern.

## Geografi
Ud over Mauern er der i kommunen følgende landsbyer og bebyggelser:Alpersdorf, Bergmühle, Besenried, Beselmühle, Dürnseiboldsdorf, Enghausen, Freundsbach, Gandorf, Geiting, Grub, Hanslmühle, Hartshausen, Hintermeier, Hörgersdorf, Hufnagelreuth, Kleidorf, Kronwinkl, Mönchsberg, Niederndorf, Nußberg, Oberndorf, Riedlmühle, Scheckenhofen, Schwarzberg, Schwarzersdorf, Thal, Vordermeier, Waldruh, Wildenreuth, Wölflmühle og Wollersdorf.